# Внутрішня теорія множин
Внутрішня теорія множин (IST) — математична теорія наборів, розвинених Едвардом Нельсоном, яка забезпечує аксіоматичну основу для частини нестандартного аналізу, введеного Абрахамом Робінсоном. Замість того, щоб додавати нові елементи до дійсних чисел, аксіоми вводять новий термін, «стандарт», який може використовуватися, щоб зробити дискримінації неможливими під звичайними аксіомами для наборів. Таким чином «IST» — збагачення ZFC: всі аксіоми ZFC виконуються для всіх класичних предикатів, у той час, як новий одномісний предикат «стандарт» задовольняє три додаткових аксіоми I, S і T. Зокрема, у підходящих нестандартних елементах в межах множини дійсних чисел, як можна показати, є властивості, які відповідають властивостям нескінченно малих і необмежених елементів.
Формулювання Нельсона зроблено більш доступно для математики, не враховуючи різні складності метаматематичної логіки, які спочатку знадобилися, щоб виправдовувати строгу послідовність нескінченно малих елементів.

## Інтуїтивне виправдання
Поки у «IST» є абсолютно формальна очевидна схема, описана нижче, бажано надати інтуїтивне виправдання значення слова «стандарт». Це не частина формальної теорії, але є педагогічним пристроєм, яке могло б допомогти студенту інтерпретувати формалізм. Істотне розходження, подібне поняттю визначених чисел, протиставляє обмеженість області понять, які ми можемо визначити й обговорити з необмеженою нескінченністю набору чисел (порівняйте фінітизм).
Термін стандарт тому інтуїтивно узятий, щоб відповідати деякій обов'язково скінченній частині «доступних» цілих чисел. Фактично цей аргумент може бути застосований до будь-якого безкінечного набору об'єктів взагалі — є тільки стільки елементів, які ми можемо визначити за скінченний проміжок часу, використовуючи скінченну множину символів, і завжди є ті, які лежать за межами нашого наполегливості та витривалості, незалежно від нашої впертості. Ми повинні зізнатися в рясності нестандартних елементів в межах будь-якого нескінченного набору.